# Nelly Feld
Pour les articles homonymes, voir Feld.
Nelly Feld, née Nelly Toussenel le 28 juillet 1915 à Orbigny-au-Val (Haute-Marne) et morte le 31 août 1987 à Boulogne-Billancourt,,, est une résistante,  une militante communiste et une journaliste de L'Humanité.

## Biographie
Nelly Feld est membre du Parti communiste français avant le Front populaire et travaille comme sténo-dactylo à la fédération de la Jeunesse communiste à Paris.
Marié en 1937 à Charles Feld, Nelly Feld participe à la Résistance dès 1940, d'abord à Paris puis à Lyon. À Lyon, elle intègre la MOI et devient une des responsables locaux des FTP ; elle participe par ailleurs à l'impression de journaux clandestins (avec son mari). Elle s'installe ensuite à Miribel où elle est arrêtée le 10 août 1944 dans sa maison du 97 avenue des Balmes, pour suspicion de Résistance. Elle parvient toutefois à s'échapper puis à rallier Paris en novembre 1944. Dès son arrivée, elle devient journaliste à L'Humanité et le restera jusqu'en 1974.

## Famille
Par son mariage avec Charles Feld, elle est la belle-soœur de Maurice Feld, résistant fusillé en 1942. Ses beaux-parents meurent en déportation. Durant cette période, elle perd également sa sœur, Léa Maury, résistante elle aussi,.

## Hommages
En mai 2013, une plaque commémorative est apposée par la municipalité, sur le 97 avenue des Balmes à Miribel, où Nelly Feld fut arrêtée en 1944.